# 김정수 (봅슬레이 선수)
김정수(1981년 7월 7일~)는 대한민국의 봅슬레이 선수로, 2010년 동계 올림픽에 참가했다.